# 宮本貞雄
宮本 貞雄（みやもと さだお、1937年 - 2024年1月9日）は、日本の男性アニメーター、キャラクターデザイナー、アートデザイナー。

## 経歴
1957年、コマーシャル制作会社一光社に入社する。その後大阪コマーシャルフィルム、クレア工房、ムービースタジオ、グラフィック社のプロダクションで、ナショナル冷蔵庫、シャープテレビ、仁丹、カネボウ、レナウン、タイガー魔法瓶、ロート目薬、礒自慢など7年間で約200本のコマーシャルフィルムを制作する。
1964年、虫プロダクションにアニメーターとして入社する。『鉄腕アトム』、『悟空の大冒険』、『リボンの騎士』、『アニマル1』、長篇アニメ『千夜一夜物語』、アメリカ合作『フロスティ・ザ・スノーマン〜温かい雪だるま』の原画や作画監督を務めた。
その後、竜の子プロダクションで『アニメンタリー 決断』（1970年）、『科学忍者隊ガッチャマン』（1972年）、『樫の木モック』（1973年）の作画監督を務めた。
1975年、サンリオ映画部は、アメリカハリウッドにサンリオ映画部プロダクションスタジオを設立、アニメ制作に乗り出す。同スタジオで制作された長篇アニメーション『メタモルフォーセス』でデザイン・アニメーション監督、『チリンの鈴』で原画、『くるみ割り人形』でデザイン、『シリウスの伝説』で設定をそれぞれ担当した。
1978年、竜の子プロダクションに入社する。『科学忍者隊ガッチャマンII』、『科学忍者隊ガッチャマンF』、長篇アニメ『地球物語』、テレビスペシャル『怪盗ルパン813の謎』、『けろっこデメタン』、『ゴールドライタン』、『とんでも戦士ムテキング』など技術部長として作品を制作した。
1984年、東映動画の海外企画制作部に移り、『ゲゲゲの鬼太郎』、合作『アメリカン・ラビットの冒険』やオリジナル企画のプロデューサー・ディレクターとして勤務する。
1990年、楽工房を設立する。タモリ、西村知美のタレントショップのキャラクターの企画・制作をはじめSAILOR-BEAR、RAGZ、ユル仙人などのマスコットキャラクターを多数創作した。また、東放学園アニメーション科の講師を務めた。
1991年、アメリカに渡り、BARE-ANIMATION（ベア・アニメーション）に入社する。長篇アニメーション『Tom and Jerry』、Mattelコマーシャルのキーアニメーターとして勤務する。
1993年、Disney Consumer Products(ディズニー・コンシュマー・プロダクツ)入社。クリエイティブ・リソース・キャラクター・アートマネージャー、シニア・スタッフ・アーチストとして、『ライオン・キング』、『ポカホンタス』、『ノートルダムの鐘』、『ヘラクレス』、『ムーラン』、『ターザン』、『リロ・アンド・スティッチ』、『トレジャー・プラネット』などのアートを担当した。
2002年6月、Disney Consumer Productsを退社。以降もアメリカに住み、オリジナルキャラクター、企画制作、作品整理などをおこなっている。
2005年から、年に1度の帰国時に大阪市立工芸高等学校、大阪市立デザイン教育研究所、京都精華大学で講義をしている。
2021年12月、東京アニメアワードフェスティバル2022における「アワードアニメ功労部門」の一人に選出され、2022年3月14日の授賞式に出席した。
2024年1月9日、死去。86歳没。

## 主な作品

### テレビアニメ
- 鉄腕アトム (1963年1月-1966年12月)原画
- 悟空の大冒険 (1967年1月-1967年9月)原画
- リボンの騎士 (1967年4月-1968年4月)作画監督
- アニマル1 (1968年4月-1968年9月)作画監督
- アニメンタリー 決断 (1971年4月-1971年9月)作画監修
- 樫の木モック (1972年1月-1972年12月)作画監督
- 科学忍者隊ガッチャマン (1972年10月-1974年9月) 作画監督
- 科学忍者隊ガッチャマンII (1978年10月-1979年9月)作画監修
- 怪盗ルパン 813の謎 (1979年5月)作画監修
- 科学忍者隊ガッチャマンF (1979年10月-1980年8月) 作画監修
- とんでも戦士ムテキング (1980年9月-1981年9月) 作画監修
- 海底大戦争愛の20000マイル (1981年1月)作画監修
- ゴールドライタン (1981年3月-1982年2月)作画監修
- ダッシュ勝平 (1981年10月-1982年12月)作画監修
- 未来警察ウラシマン (1983年1月-1983年12月)技術監修
- ゲゲゲの鬼太郎 (1985年10月-1988年2月)デザイン協力劇場アニメ

### 劇場アニメ
- 千夜一夜物語 (1969年6月)作画監督
- チリンの鈴 (1978年3月)キーアニメーター
- くるみ割り人形 (1979年3月)設定協力・人形デザイン
- 星のオルフェウス (1979年10月)シークエンス・ディレクター
- 地球物語 テレパス2500 (1984年8月)作画監修
- 妖精フローレンス (1985年10月)イメージボード
- ライオン・キング
- ポカホンタス
- ノートルダムの鐘
- ヘラクレス
- ムーラン
- ターザン
- リロ・アンド・スティッチ
- トレジャー・プラネット